# Charles Magnusson

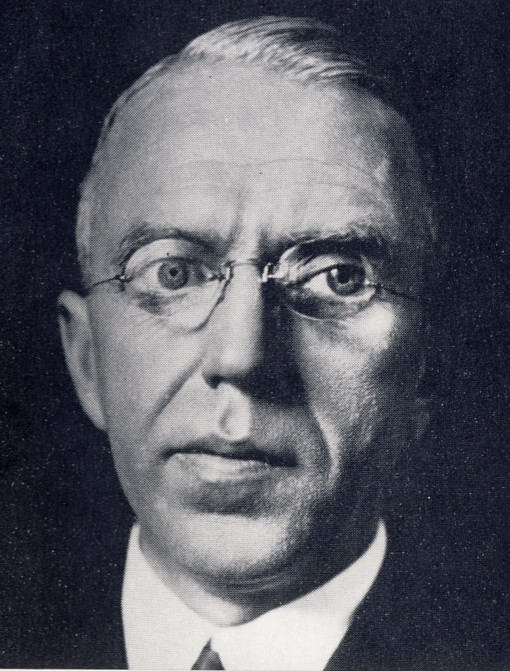
Charles Magnusson (um 1930)

Charles Fredrik Magnusson (* 26. Januar 1878 in Göteborg; † 18. Januar 1948 in Stockholm) war ein schwedischer Kameramann, Filmproduzent und Drehbuchautor. Er gilt als Pionier des schwedischen Films.

## Leben und Wirken
Der Sohn eines Architekten war gelernter Fotograf. Seine ersten Schritte im noch jungen Stummfilm machte er seit 1905 als Kameramann für die noch junge schwedische Wochenschau; 1907 gründete er mit Kollegen die erste Berufsvereinigung von Kameraleuten in Schweden. 1909 wurde er Leiter und Produzent des 1907 in Kristianstad gegründeten schwedischen Filmproduktionsgesellschaft AB Svenska Biografteatern (Svenska Bio), wählte die Drehbuchstoffe aus (einige wenige Skripte verfasste er selber) und beeinflusste die filmästhetische Stilrichtung der Filmgesellschaft. Als erster in Schweden überhaupt produzierte er Filme in Spielfilmlänge mit episch angelegter Handlung. Dabei ließ er den Regisseuren weitgehend freie Hand, steuerte aber die Grundlinie: Er ermutigte die Regisseure, vom Studio hinaus in die Natur zu gehen und die Schauspieler nicht wie bislang theatralisch-künstlich, sondern möglichst lebensecht in natürlichen Kulissen agieren zu lassen. Dies wurde prägend für den schwedischen Stummfilm und brachte ihm internationalen Erfolg ein.
Mit dem Umzug der Produktionsgesellschaft in die schwedische Hauptstadt 1911 begann unter Magnussons Leitung die internationale Bedeutung des frühen schwedischen Stummfilms zu wachsen: Er entdeckte die Regisseure Victor Sjöström und Mauritz Stiller und verpflichtete sie für Svenska Bio. Schwedische Landschaft, schwedische Geschichte, Volkserzählungen und schwedische Literatur bildeten Magnussons Hauptinteressen und bestimmten die Stoffauswahl der von ihm produzierten Filme. Magnusson erwarb die Filmrechte an sämtlichen Werken Selma Lagerlöfs und ließ Werke von Henrik Ibsen verfilmen. So entstanden schwedische Stummfilmklassiker wie Terje Vigen nach einer Ballade von Ibsen und Das Mädchen vom Moorhof, beide unter der Regie von Sjöström, oder 1919 Herrn Arnes Schatz nach Selma Lagerlöf unter der Regie von Mauritz Stiller. Nicht alle von Svenska Bio hergestellten Filme wurden jedoch von Magnusson, der die Gesamtleitung der Gesellschaft hatte, persönlich produziert. 
Mittlerweile hatten Investoren das aufblühende Filmgeschäft in Schweden als lukrativen Geschäftszweig für sich entdeckt. Nach der Fusion von Svenska Bio und der Filmproduktionsgesellschaft Filmindustrie AB Skandia zu Svensk Filmindustri im Dezember 1919 machte der Hauptanteilseigner, der Tycoon und Milliardär Ivar Kreuger, Magnusson zum ersten Direktor. In den folgenden Jahren stieg das Unternehmen unter Magnussons Leitung zu einem der führenden Filmstudios in Europa auf, mit Büros in Amsterdam, Berlin, London, Paris und New York City; die 1920 gebaute eigene Filmstadt Filmstaden galt als „schwedisches Hollywood“.

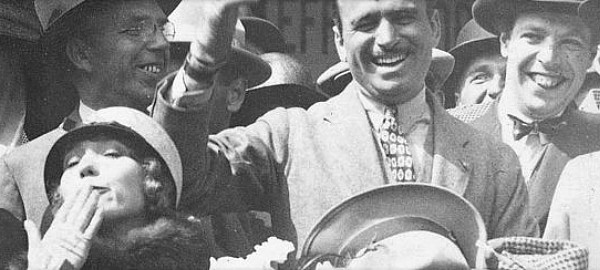
Mary Pickford und Douglas Fairbanks sen., 1924 in Stockholm

1924 empfing Magnusson in Begleitung von Ivar Kreuger, der jungen Greta Garbo sowie deren Entdecker Mauritz Stiller die damaligen Weltstars und Mitgründer von United Artists, Mary Pickford und Douglas Fairbanks sen., die auf Einladung von Svensk Filmindustri nach Schweden gereist waren, und begleitete sie unter immenser Anteilnahme der Bevölkerung auf einer Tour durch Stockholm. Zu dieser Zeit war Magnusson bereits nicht mehr als Produzent tätig, sondern für die operativen Geschäfte von Svensk Filmindustri verantwortlich. Seine letzte Arbeit als Produzent war 1923 Eine Herrenhofsage nach Selma Lagerlöf unter Stillers Regie gewesen. Kurz nach der Begegnung mit den Hollywoodstars in Stockholm verließen Stiller und Garbo Schweden in Richtung Amerika; Sjöström hatte diesen Weg bereits ein paar Jahre zuvor eingeschlagen. In der Folge geriet Svensk Filmindustri in wirtschaftliche Schwierigkeiten, es kam zu internen Streitigkeiten und Magnusson, der als wirtschaftlich ungeschickt galt, musste das Unternehmen verlassen; sein Direktorenposten wurde mit einem Finanzexperten besetzt. Von da an zog er sich Ende der 1920er Jahre ganz aus dem Filmgeschäft zurück. Eine seiner letzten Aktivitäten im Bereich Film war die Anregung zum Bau des Kinopalastes Chinateatern in Stockholm.

## Filmografie (als Produzent; Auswahl)
- 1917: Terje Vigen (Terje Vigen)
- 1917: Das Mädchen vom Moorhof (Tösen från Stormytorpet)
- 1918: Berg-Eyvind und sein Weib (Berg-Ejvind och hans hustru)
- 1919: Herrn Arnes Schatz (Herr Arnes pengar)
- 1920: Erotikon (Erotikon)
- 1921: Der Fuhrmann des Todes (Körkarlen)
- 1923: Eine Herrenhofsage (Gunnar Hedes Saga)